# Calliphora lata
Calliphora lata är en tvåvingeart som beskrevs av Daniel William Coquillett 1898. Calliphora lata ingår i släktet Calliphora och familjen spyflugor. Inga underarter finns listade i Catalogue of Life.